# Rotterdamse Poort
De Rotterdamse Poort was een poort in de Nederlandse stad Delft, gelegen nabij het voormalige Legermuseum, de plaats waar de Schie is verbonden met de grachten van Delft.
De poort is na 1450 en voor 1600 gebouwd. Het poortgebouw was 13,50 m bij 13,20 m. De doorgang had waarschijnlijk een breedte van 3,70 m.
De poort is onder meer vastgelegd door Johannes Vermeer in zijn schilderij Gezicht op Delft. 
In de Middeleeuwen stond de Rotterdamsepoort ook bekend als de Wittevrouwenpoort vanwege het nabijgelegen klooster Koningsveld, waar witgeklede zusters woonden. Later werd de poort bekend als de Sint-Jacobspoort omdat het schippersgilde, met de patroonheilige de apostel Jacobus, de zaal op de bovenverdieping van het poortgebouw gebruikte.
Tijdens de achttiende eeuw werd de voorpoort afgebroken en werd de gevel van de hoofdpoort vervangen door een classicistisch ontwerp. De doorgang naar de stadssingel aan de rechterkant kon daardoor breder worden gemaakt.
De poort werd uiteindelijk afgebroken in de periode 1834-1836.

## Galerij

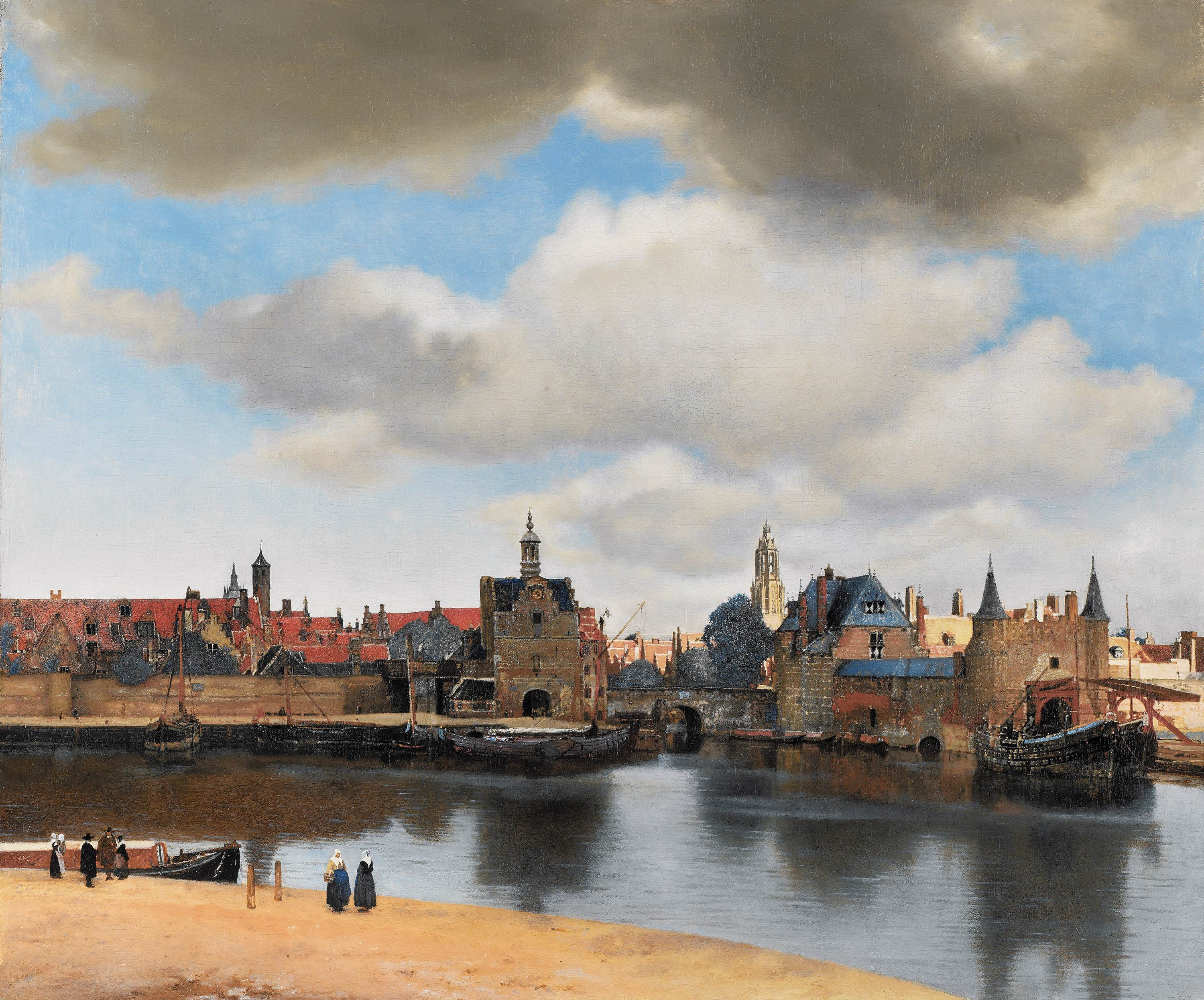
Gezicht op Delft, met rechts de Rotterdamse Poort. In het midden is de Schiedamse Poort te zien.
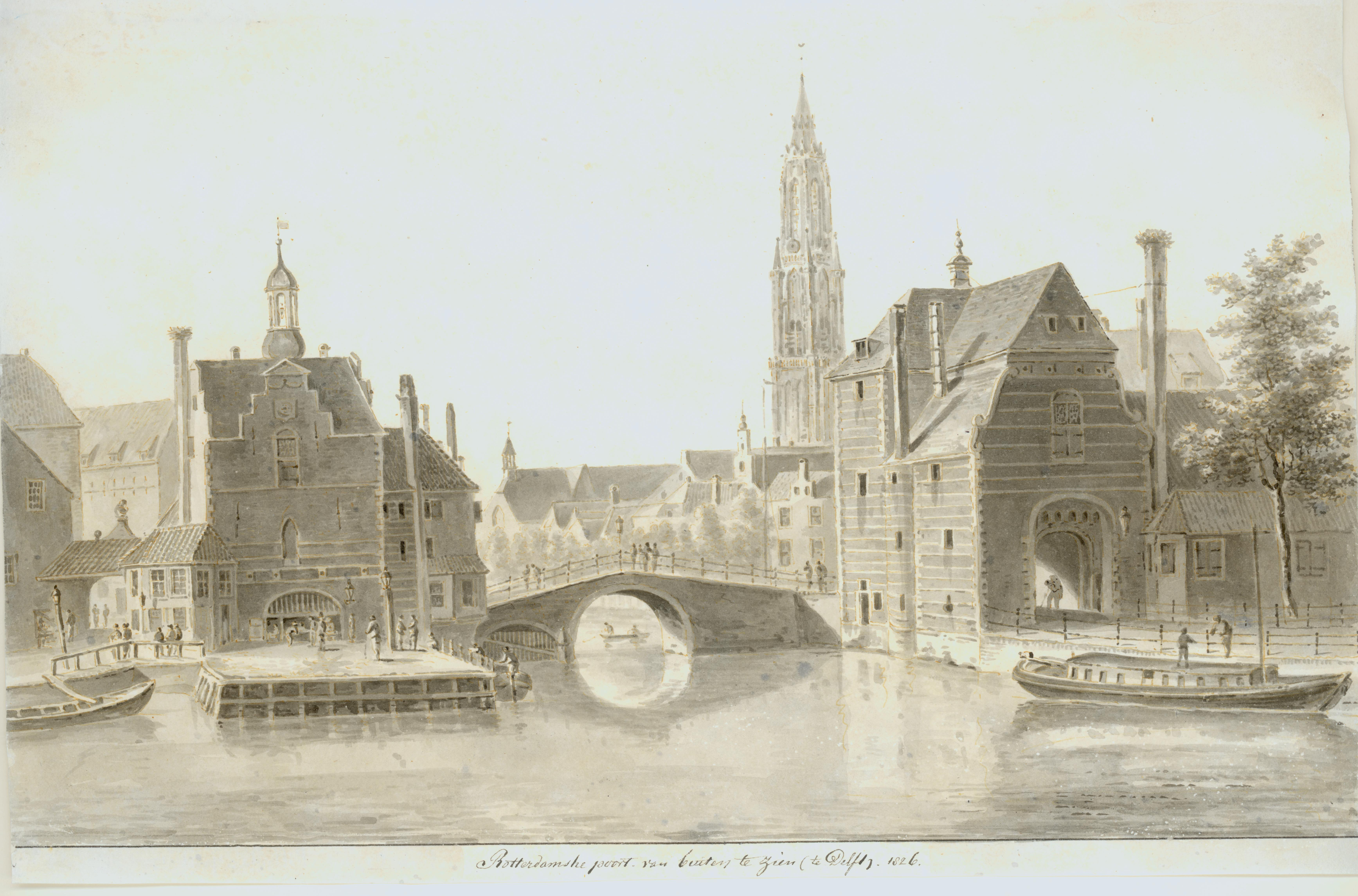
De poort in 1826, getekend door Balthasar Jooss
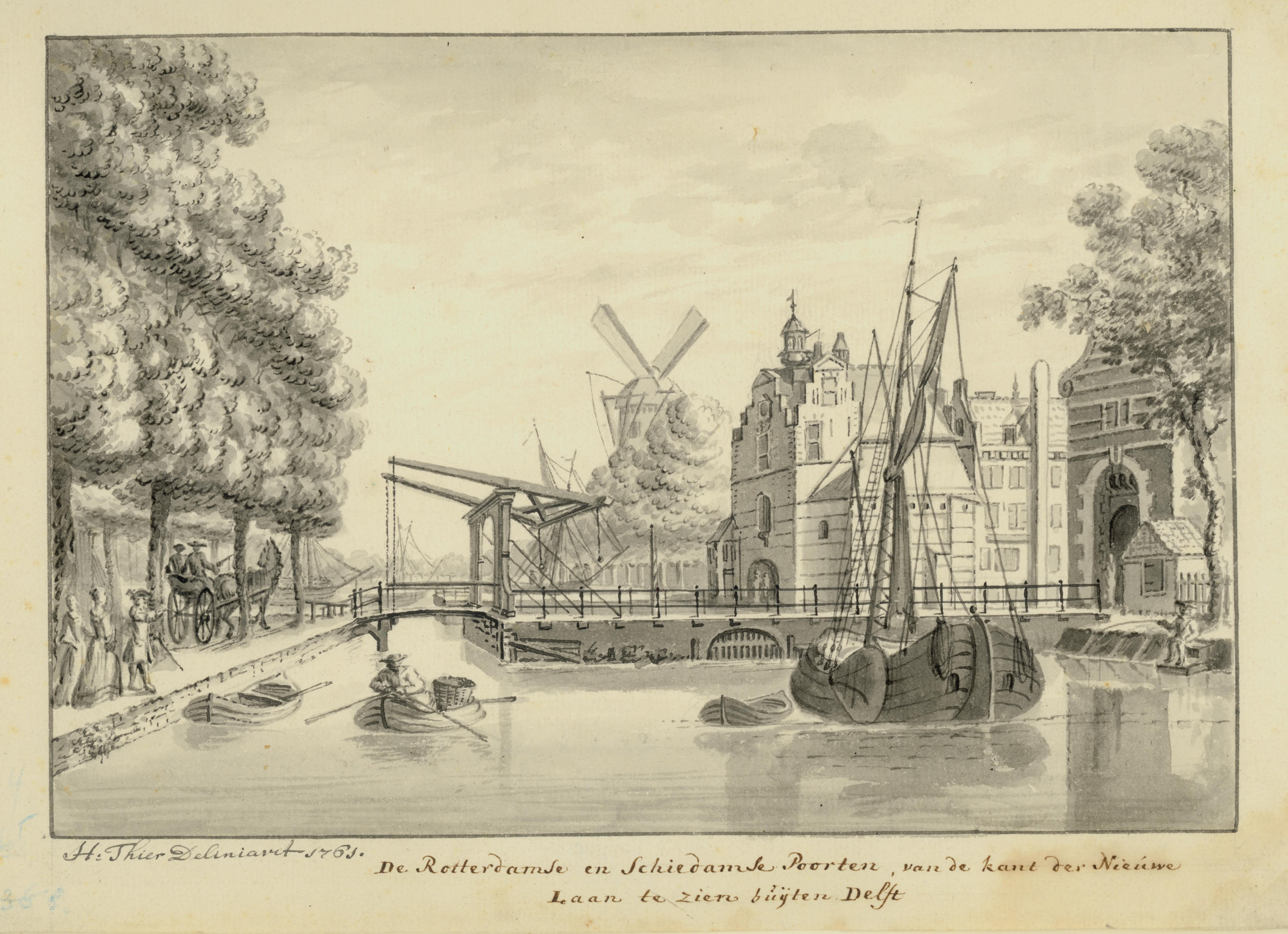
De Rotterdamse en Schiedamse poort, 1761, getekend door Hendrik Thier.

Haagpoort · Sint-Andriestoren · Sint-Joostentoren · Sint-Stevenstoren · Sint-Annatoren · Sint-Claratoren · Sint-Huybrechtstoren · Sint-Joristoren · Rietveldse Toren · Koepoort · Oostpoort · Henegouwse Toren · Rotterdamse Poort · Schiedamse Poort · Bourgondische Toren · Hollandse Toren · Zeelandse Toren · Waterslootse Poort · Sint-Michielstoren · Sint-Hiëronymustoren · Schoolpoort · Bagijnetoren